# Ronald Quispe
Ronald Quispe, född 5 mars 1989, är en friidrottare från Bolivia. Han deltog vid olympiska sommarspelen 2016.